# Плотников, Вячеслав Евгеньевич
Вячеслав Евгеньевич Плотников (9 мая 1998 года, Челябинская область, п. Красный Октябрь, Россия) — российский спортсмен-гиревик. Чемпион мира по гиревому спорту 2023,   2-кратный серебряный призер чемпионатов Мира 2022/2024, бронзовый призер чемпионата Европы 2021, серебряный призер чемпионата Азии 2023, 3-кратный призер чемпионатов России 2022/2023/2024.Многократный победитель и рекордсмен первенства Мира, Европы и России по гиревому спорту. Мастер спорта России международного класса по гиревому спорту.

## Биография
Вячеслав Плотников начал занятие спортом еще школе, под руководительством Кельзина Ивана Егоровича и полюбил гиревой спорт.
В 2014 году начал ходить на секцию гиревого спорта к Потапову Олегу Юрьевичу.
В 2017 году  выполнил норматив Мастера спорта России.
С 2017 года входит состав сборной России по гиревому спорту.
В 2018 году на чемпионате Европы в Венгрии он завоевал две золотых медали, установив новый мировой рекорд.
С 2018 года спортсмен – инструктор в СШОР «Атлет».
В 2019 году установил два рекорда России – 130 кг в толчке и 194 кг в рывке.
В 2021 году выполнил норматив Мастера спорта России международного класса.
В 2022 году окончил в Южно-уральский государственный аграрный университет.
В 2022 и 2023 году победил в номинациях лучший спортсмен года.
Персональный тренер высшей категории, с 2023 года осуществляет тренерскую деятельность в клубе Н2О Фитнесс г. Челябинск.
В 2024 году окончил магистратуру Южно-уральского государственного аграрного университета.
Имеет 1-ю судейскую категорию по гиревому спорту.

## Спортивные достижения по гиревому спорту
- Чемпионат России 2024[6] — ;
- Чемпионат России 2023[7] — ;
- Чемпионат России 2022[3] — ;
- Всероссийский фестиваль национальных и неолимпийских видов спорта 2021[4] — ;
- Первенство России 2020 — ;
- Первенство России 2019[8] — ;
- Первенство России 2018 — ;
- Первенство России 2017 — ;
- Чемпионат Мира 2024[9] —
- Чемпионат Мира 2023[10] — ;
- Чемпионат Мира 2022[11] — ;
- Первенство Мира 2020[12] — ;
- Первенство Мира 2019[13] — ;
- Первенство Мира 2018[14] — ;
- Чемпионат Европы 2021[15] — ;
- Первенство Европы 2021 — ;
- Первенство Европы 2019[16] — ;
- Первенство Европы 2018[17] — ;
- Чемпионат Азии 2023[18] — ;
- Мастер спорта России международного класса[19] — ;